# Sympistis cleopatra
Sympistis cleopatra là một loài bướm đêm thuộc họ Noctuidae. Nó được tìm thấy ở Arizona. It known from only one female specimen có ở the South Rim of Grand Canyon.
Sải cánh dài khoảng 35 mm. Con trưởng thành bay vào tháng 7